# Hans Schranz
Hans Schranz (Arnsdorf, Görlitz megye, Porosz Királyság, 1916. szeptember 25. – 1987. október 26.) svájci író.

## Élete
Hans Schranz tanárként dolgozott a zürichi Küsnachtban. Az 1970-es évek kezdetétől mint szabadúszó író dolgozott Ponte Capriascában. Gyermekeknek és fiataloknak írt elbeszéléseket.

## Művei
- Ruedi vom Tobelbach. Zürich, 1947.
- Hans und Uli. Zürich, 1948.
- Söfi und die Zündholzschächtelein. Zürich, 1950.
- Silber das Kälblein. Stuttgart, 1952.
- Bei uns ist immer was los. Stuttgart, 1954.
- Spielsachen erzählen. Zürich, 1954.
- Wenn ich groß bin, Mutter. Hannover, 1957.
- Lavendel, Ruinen und eine Spur. Hannover, 1966.
- Was kümmert mich Mäni? Zürich, 1968.
- Passion im Emmental. Zürich, 1974.

## Fordítás
- Ez a szócikk részben vagy egészben  a   Hans Schranz című német Wikipédia-szócikk ezen változatának fordításán alapul.  Az eredeti cikk szerkesztőit annak laptörténete sorolja fel. Ez a jelzés csupán a megfogalmazás eredetét és a szerzői jogokat jelzi, nem szolgál a cikkben szereplő információk forrásmegjelöléseként.